# Mod The Sims
Mod The Sims (anciennement ModTheSims2, souvent abrégé en MTS) est une communauté de la série Les Sims fondée par Stuart Stanfield (Delphy) en mai 2004. MTS permet d'inclure du contenu personnalisé dans les jeux Les Sims 2, Les Sims 3 et Les Sims 4.

## Développement
Mod The Sim permet d'inclure du contenu personnalisé, comme de nouveaux objets, de nouveaux vêtements et de nouvelles interactions dans les jeux Les Sims 2, Les Sims 3 et Les Sims 4. Des tutoriels sur la façon d'effectuer ces modifications sont disponibles ce même site, ainsi que des forums consacrés au jeu et à sa personnalisation. Le site fonctionne sur vBulletin 3.0.14, avec certaines modifications.
Stanfield avait précédemment créé "Mod the Singles", un forum pour encourager la modification du jeu Singles : Flirt Up your Life.
Un site jumeau, Sims 2 Community, est apparu au mois de juillet 2005. Le but était d'alléger le site principal, de sorte que MTS puisse se concentrer sur la modification du jeu. Cependant, en mai 2009, MTS et Sims 2 Community ont fusionné en un seul et même site. Le personnel des deux sites avait estimé que la limite entre les deux sites était flou et n'aimait pas avoir à envoyer des gens à l'autre site en permanence.
Avec la sortie des Sims 3 en 2009, le site a changé de nom pour s'appeler Mod The Sims.

## Contenu pour adultes
Du contenu pour adultes est également hébergé sur les serveurs MTS. Avant, il était au même endroit que les autres contenus, puis il a ensuite été déplacé dans une autre section. Après cela, il a été déplacé de plus en plus loin du site principal avant d'être hébergé sur un autre site, appelé SexySims. Pour créer un compte, l'utilisateur doit être âgé d'au moins 18 ans.

## Accès
L'inscription à MTS est gratuite et n'est pas nécessaire pour télécharger du contenu. Tout le contenu est gratuit, mais les membres peuvent faire un don sur le site. En faisant un don, le membre obtient plus d'avantages sur le site, y compris la suppression des publicités, un plus grand nombre d'avatars, et du contenu personnalisé, bien qu'il n'ait pas la possibilité de télécharger des contenus supplémentaires. Aussi, Mod the Sims propose un magasin où les clients peuvent acheter des jeux Les Sims, bien qu'il n'y ait pas d'avantages supplémentaires.

## Popularité
Le site a fait une apparition dans l'émission Attack of the Show! de la chaîne G4 le 9 février 2006. Il a également été mentionné dans Rolling Stone n°995 pour une modification basée sur le film Le Secret de Brokeback Mountain.